# Holcomb (Kansas)
Holcomb és una població dels Estats Units a l'estat de Kansas. Segons el cens del 2000 tenia 2.026 habitants.

## Demografia
Segons el cens del 2000, Holcomb tenia 2.026 habitants, 592 habitatges, i 515 famílies. La densitat de població era de 668,6 habitants/km².
Dels 592 habitatges en un 65% hi vivien nens de menys de 18 anys, en un 64,9% hi vivien parelles casades, en un 17,2% dones solteres, i en un 13% no eren unitats familiars. En el 10,1% dels habitatges hi vivien persones soles el 2,2% de les quals corresponia a persones de 65 anys o més que vivien soles. El nombre mitjà de persones vivint en cada habitatge era de 3,42 i el nombre mitjà de persones que vivien en cada família era de 3,62.
Per edats la població es repartia de la següent manera: un 41,7% tenia menys de 18 anys, un 8,5% entre 18 i 24, un 32,7% entre 25 i 44, un 14,8% de 45 a 60 i un 2,3% 65 anys o més.
L'edat mediana era de 25 anys. Per cada 100 dones de 18 o més anys hi havia 90,5 homes.
La renda mediana per habitatge era de 47.115 $ i la renda mediana per família de 48.587 $. Els homes tenien una renda mediana de 31.250 $ mentre que les dones 22.652 $. La renda per capita de la població era de 14.264 $. Entorn del 7,6% de les famílies i el 10,1% de la població estaven per davall del llindar de pobresa.

## Poblacions més properes
El següent diagrama mostra les poblacions més properes.